# Bill Bowerman
William Jay Bowerman, detto Bill (Portland, 9 febbraio 1911 – Fossil, 24 dicembre 1999), è stato un allenatore di atletica leggera e imprenditore statunitense, cofondatore della Nike.

## Biografia
In qualità di allenatore ha seguito 31 atleti che hanno vinto successivamente un titolo ai Giochi olimpici, 12 che sono entrati nel team All-America, 24 campioni della NCAA e 16 mezzofondisti che sono scesi sotto la barriera dei 4 minuti nel miglio. Celebre il caso del suo più famoso atleta, Steve Prefontaine, ragazzo di grande talento morto a soli ventiquattro anni in un incidente stradale. Nei 24 anni di servizio presso l'Università dell'Oregon come allenatore della squadra universitaria di atletica, ha vinto 23 campionati, ottenuto 4 titoli NCAA e portato la propria squadra fra le prime 10 degli Stati Uniti per ben 16 volte.
Grazie alla sua carriera da allenatore conosce Phil Knight, studente negli anni cinquanta dell'università e mezzofondista. Insieme i due fondano nel 1964 la Nike, importando inizialmente le scarpe dal Giappone. Come tecnico ha contribuito anche lui a inventare scarpe più leggere come le Cortez e le Waffle Racer. Queste nacquero in maniera casuale: mentre un giorno la moglie stava cucinando dei waffles, Bowerman ebbe un'idea brillante, fare cioè delle "suole a waffle", create versando della plastica nella macchina per waffles della moglie. 
Muore a 88 anni la notte di Natale del 1999.

## Nei media
Nei film dedicati alla vita di Prefontaine, Prefontaine (1997) e Without Limits (1998), il suo personaggio è interpretato rispettivamente da R. Lee Ermey e Donald Sutherland.